# Episodi di Benvenuti a Eden (seconda stagione)
La seconda stagione della serie televisiva drammatica spagnola Benvenuti a Eden (Bienvenidos a Edén), composta da 8 episodi, è stata distribuita in prima visione in Spagna sul servizio di streaming Netflix il 21 aprile 2023. Nella stessa data è stata distribuita anche in Italia, sempre su Netflix.
| nº | Titolo originale       | Titolo italiano     | Pubblicazione Spagna | Pubblicazione Italia |
| -- | ---------------------- | ------------------- | -------------------- | -------------------- |
| 1  | Infierno               | Inferno             | 21 aprile 2023       | 21 aprile 2023       |
| 2  | Azul                   | Blu                 | 21 aprile 2023       | 21 aprile 2023       |
| 3  | Comité                 | Comitato            | 21 aprile 2023       | 21 aprile 2023       |
| 4  | Segundas oportunidades | Seconde opportunità | 21 aprile 2023       | 21 aprile 2023       |
| 5  | El Nuevo Edén          | Il nuovo Eden       | 21 aprile 2023       | 21 aprile 2023       |
| 6  | Sobre las estrellas    | Oltre le stelle     | 21 aprile 2023       | 21 aprile 2023       |
| 7  | Serpiente              | Il serpente         | 21 aprile 2023       | 21 aprile 2023       |
| 8  | Primer contacto        | Primo contatto      | 21 aprile 2023       | 21 aprile 2023       |

## Inferno
- Titolo originale: Infierno
- Diretto da: Denis Rovira
- Scritto da: Joaquín Górriz e Guillermo López Sánchez

### Trama
Ora che Gabi è arrivata sull'isola, Zoa nuota di nuovo sulla spiaggia e viene catturata e salvata da Nico. Nonostante abbia trascurato di menzionare il vero motivo per cui è tornata, Nico non la segnala ad Ástrid. Una volta che le sorelle si incontrano, Zoa avverte Gabi di non fidarsi di nessuno. Anche un'altra nuova arrivata, Som, è invitata a rimanere. Charly raggiunge quella che crede essere una barca di salvataggio ma si rende conto troppo tardi che appartiene ai dipendenti di livello 2, guidati da Joel, che lavorano per Ástrid, con il risultato che Charly viene catturato. África è rinchiusa in una gabbia per essersi intrufolata nella stanza della tecnologia. Ástrid decide di uccidere Brenda per non aver trovato l'assassino di Ulises; Alma viene quindi nominata sua erede. Danae, una feroce guardia di livello 2, prende alcuni degli occupanti di Eden insieme a Eloy e Ibón, minacciando di ucciderli a meno che non confessino chi ha ucciso Ulises. Dato che è stato lui a trovare il corpo, Eva fa cadere le accuse su Eloy, nonostante le proteste di Bel. Tuttavia, Ibón, non volendo che Eloy fosse punito per qualcosa che non ha fatto, confessa ad Alma di aver ucciso Ulises. Danae tortura brutalmente Eloy.

## Blu
- Titolo originale: Azul
- Diretto da: Denis Rovira
- Scritto da: Joaquín Górriz e Guillermo López Sánchez

### Trama
Ad Alma e Orson viene ordinato di uccidere Eloy. Tuttavia, non riescono a farlo, permettendo a Eloy di fuggire. Come punizione, Alma viene retrocessa al livello 1 e privata della sua seconda stella. Saúl e Joel, che sono nemici di lunga data, hanno una partita di combattimento, durante la quale Joel lo provoca parlando della morte del suo defunto mentore. Sospettoso di lui e alla disperata ricerca di una promozione, Nico va con Zoa a cercare nella camera di Saúl eventuali indizi; deduce che Saúl era l'aggressore che ha accoltellato Erick e ha tentato di uccidere Ástrid. Tuttavia, prima che Nico potesse segnalarlo ad Ástrid, Saúl si presenta e tra i due ne scaturisce una lotta. Saúl riesce a iniettare a Nico un'overdose fatale. Mayka ed Erick hanno messo a rischio il loro lavoro cercando di difendere Charly e África. Zoa rimane con Nico durante i suoi ultimi momenti il quale le professa il suo amore per lei prima di morire tra le sue braccia. Ástrid decide di mettere alla prova Gabi chiedendole di recuperare il suo medaglione stellare dal mare; nonostante sia quasi annegata, alla fine riesce a trovarlo. Ástrid ed Erick la invitano a cena.

## Comitato
- Titolo originale: Comité
- Diretto da: Juanma Pachón
- Scritto da: Irene Olaciregui, Guillermo López Sánchez e Joaquín Górriz

### Trama
Saúl spiega le sue motivazioni per volere Ástrid morta a Zoa e Bel, ma decide di ucciderla da solo, lamentando anche che le persone in Eden sono morte come se non fossero mai esistite. Ástrid si avvicina a Gabi per saperne di più sulla sua famiglia e allo stesso tempo invia una delle sue spie della terraferma a indagare sulla casa di Zoa. La spia scopre che Zoa e Gabi sono sorelle. Brisa, l'investigatrice, lo sta seguendo. Isaac trova Eloy nascosto sull'isola e prova a dargli aiuto. Quest'ultimo gli rivela di essere il figlio di Ástrid ed Erick. La maggior parte del comitato vota a favore dell'esecuzione di África e Charly, ma prima che possano decidere il loro destino, Mayka li libera segretamente dalla loro cella e Saúl prende Ástrid in ostaggio puntandole un coltello alla gola. Minaccia di ucciderla a meno che non lasci andare via tutti i residenti di Eden. Tuttavia, África colpisce Saúl, permettendo a Joel di sparargli; nonostante ciò Saúl riesce a fuggire.

## Seconda opportunità
- Titolo originale: Segundas oportunidades
- Diretto da: Juanma Pachón
- Scritto da: Mónica Ovejero, Guillermo López Sánchez e Joaquín Górriz

### Trama
Saúl riesce a raggiungere il luogo dove è stata sepolta la sua mentore ma a causa delle ferite muore. Ástrid ed Erick rimproverano Mayka per il suo coinvolgimento nel tentativo di fuga di Charly (catturato poco dopo). Mayka li implora di dare a Charly una seconda possibilità, che accettano ricattando Charly a diventare il collegamento di Som, minacciando la vita di uno dei suoi fratelli in caso di rifiuto. Poiché è anche in coppia con Gabi, quest'ultima crede che Zoa le abbia mentito che Charly li avrebbe portati fuori dall'isola, e le due sorelle litigano. Per sfuggire alla morte, África lavora per Ástrid ed Erick come cameriera. Brisa incontra il fratello di Charly, dandogli il suo biglietto da visita per contattarla. Orson e Ibón iniziano a legarsi durante le loro ricerche per trovare Eloy. La mattina dopo, si imbattono in diversi esplosivi posti su tutta la riva dalle guardie. Alma ha dei ripensamenti sul suo tentativo fallito di uccidere Eloy e lo condivide nella sua valutazione. Eloy si presenta con Isaac, con grande sorpresa degli altri. Senza altra scelta, Ástrid ed Erick presentano Isaac come loro figlio.

## Il nuovo Eden
- Titolo originale: El Nuevo Edén
- Diretto da: Denis Rovira
- Scritto da: Joaquín Górriz e Guillermo López Sánchez

### Trama
Nel 2014, il padre di Ástrid, Florian, scopre il Nuovo Eden e dà la notizia a sua figlia. Tuttavia, durante un viaggio pomeridiano, Florian e il giovane Isaac vengono attaccati da due assassini motociclisti che causano la morte di Florian. Nel presente, Ástrid chiede informazioni sul padre di Som, Sisuk, un ricco uomo d'affari in fin di vita e proprietario di una società di estrazione petrolifera. Si scopre che aveva assunto lui gli assassini per inseguire il padre di Ástrid e rubargli le informazioni sul suo lavoro. Astrid gli rivela di aver scelto Som come abitante dell'isola sia per vendetta che per appropriarsi dell'ingente patrimonio della ragazza una volta che lui sarà morto. Ástrid costringe Charly ad essere intimo con Som, allontanandolo ulteriormente da Mayka; lo fa registrare e mostra il video a Sisuk, costretto a letto, per torturarlo ulteriormente e farlo soffrire. Grazie a Isaac, Ástrid ed Erick decidono di risparmiare Eloy. I ribelli hanno sparso la voce sul nuovo Eden, scatenando un malcontento contro Ástrid ed Erick, che prendono misure disperate per tenere a bada gli occupanti arrabbiati.

## Oltre le stelle
- Titolo originale: Sobre las estrellas
- Diretto da: Denis Rovira
- Scritto da: Mónica Ovejero, Guillermo López Sánchez e Joaquín Górriz

### Trama
Ibòn e Zoa riescono a rubare una parte di esplosivo e nasconderlo in un luogo segreto. Eloy, Bel ed Eva raggiungono la casa di Isaac dove trovano Nuria. Quest'ultima racconta loro la sua storia e di essere lei stessa la vera madre del bambino e non Ástrid. Àfrica mostra ad Erick che Ástrid sta mentendo; nonostante i vari segnali inviati, nessuna risposta arriva dallo spazio esterno. Charly é follemente innamorato di Maika e cerca in tutti i modi di chiarire con lei, quanto accaduto con Som. Decide di parlare con quest'ultima e farle capire che é invaghito di un'altra. Non appena Ástrid lo viene a sapere invia qualcuno per uccidere il fratello di Charly. Fortunatamente in casa é presente Brisa che riesce a salvarlo e ferire gravemente il killer. Ástrid scopre che Gabi e Zoa sono sorelle. Viene organizzato un evento nel quale Ástrid cerca di riconquistare la fiducia di tutti, raccontando dei segnali inviato allo spazio esterno e di una risposta affermativa ricevuta (di prepararsi per un viaggio in una nuova destinazione). Alma chiede a Ibòn di fare due passi per parlare della loro relazione. In realtà é una trappola che usa per ucciderlo

## Il serpente
- Titolo originale: Serpiente
- Diretto da: Denis Rovira e Juanma Pachón
- Scritto da: Joaquín Górriz e Guillermo López Sánchez

### Trama
Ástrid é infastidita dal fatto che Molly (Gabi) le abbia mentito sulla sua vera identità e si confronta con Erick. I due litigano perché quest'ultimo ormai non crede più nel progetto; ha capito che Ástrid sta ingannando tutti ed è intenzionato ad andarsene. Zoa e Bel hanno un piano per uccidere Ástrid; piazzano l'esplosivo rubato nel modulo di Nuria. Quando Ástrid si recherà lì, loro faranno esplodere tutto; questo comporterà il sacrificio però di Nuria. Àfrica scopre tutto ma acconsente al piano convinta di poter avere Erick tutto per se. Charly ruba la bevanda Blu Eden e beve tante bottiglie fino a perdere i sensi. Viene aiutato da Maika ed Erick. Ástrid cambia atteggiamento nei confronti di Gabi e le fa presente che ha scoperto che lei e Zoa sono sorelle. La trappola funziona e Ástrid si presenta al modulo da Nuria. Sfortunatamente però con lei c'è anche Isaac. Bel si rifiuta di far saltare tutto uccidendo anche il bambino ma Zoa é contraria e ne scaturisce uno scontro. Quest'ultima riesce a premere il pulsante ma non succede nulla (come se gli ordigni fossero stati disattivati) e vengono catturate dalle guardie

## Primo contatto
- Titolo originale: Primer contacto
- Diretto da: Juanma Pachón
- Scritto da: Joaquín Górriz e Guillermo López Sánchez

### Trama
Zoa e Bel cercano di capire come hanno fatto a scoprire il loro piano e capiscono che è stata Eva a tradirle. Nuria viene uccisa da Joel mentre Bel e Zoa vengono rinchiuse e interrogate da Ástrid che vuole capire chi altro la vuole morta. Erick intanto dopo l'accaduto si ricongiunge con Ástrid e Isaac. Eva dice a Bel che Joel era già al corrente dell'attentato quando è andato a parlarle. A comunicare tutto è stata proprio Gabi che non voleva che la sorella facesse qualcosa di cui si sarebbe pentita. Danae estrae dalla spalla di Som un chip. Si capisce che la guardia in realtà lavora per il padre di quest'ultima. Proprio quando Bel e Zoa stanno per essere giustiziate, Gabi interviene cercando di far cambiare idea ad Ástrid ma senza successo. La loro attenzione però punta verso un elicottero che sorvola sull'isola e atterra proprio davanti a loro; é Brisa insieme a dei suoi compagni. Intanto Danae riesce ad accedere alla stanza della tecnologia e scaricare i dati in una pendrive poco prima di essere scoperta da Isaac